# Dubovo Brdo (ort)
Dubovo Brdo är en ort i Bosnien och Hercegovina.   Den ligger i entiteten Federationen Bosnien och Hercegovina, i den centrala delen av landet, 40 km nordväst om huvudstaden Sarajevo. Dubovo Brdo ligger 682 meter över havet och antalet invånare är 179.
Terrängen runt Dubovo Brdo är kuperad. Runt Dubovo Brdo är det ganska tätbefolkat, med 93 invånare per kvadratkilometer.. Närmaste större samhälle är Zenica, 15,7 km väster om Dubovo Brdo. 
Omgivningarna runt Dubovo Brdo är en mosaik av jordbruksmark och naturlig växtlighet.